# Imre Polyák
Imre Polyák (* 16. April 1932 in Kecskemét; † 15. November 2010) war ein ungarischer Ringer. Er wurde drei Mal Weltmeister und 1964 Olympiasieger im Federgewicht. Für seine Verdienste um den Ringersport wurde er im September 2003 als einer der ersten in die FILA International Wrestling Hall of Fame aufgenommen.
Imre Polyák starb 2010 im Alter von 78 Jahren und wurde in der St.-Stephans-Basilika in Budapest beigesetzt.

## Erfolge
- 1952, Silber, OS in Helsinki, GR, Fg, hinter Jakow Punkin, UdSSR und vor Abdel Aal Rashid, Ägypten und Umberto Trippa, Italien
- 1955, 1. Platz, WM in Karlsruhe, GR, Fg, vor Müzahir Sille, Türkei und Gunnar Håkansson, Schweden
- 1956, Silber, OS in Melbourne, GR, Fg, hinter Rauno Mäkinen, Finnland und vor Roman Dsneladse, UdSSR und Müzahir Sille
- 1957, 2. Platz bei den III. Internationalen Sportfestspiele in Moskau, GR, Ba, hinter Yelugin, UdSSR;
- 1958, 1. Platz, WM in Budapest, GR, Fg, vor Müzahir Sille, Wladimir Staschkewitsch, UdSSR und Pertti Ahokas, Finnland
- 1960, Silber, OS in Rom, GR, Fg, hinter Müzahir Sille und vor Konstantin Wyrupajew, UdSSR und Umberto Trippa
- 1961, 2. Platz, WM in Yokohama, GR, Fg, hinter Awtandil Koridse, UdSSR und vor Branislav Martinović, Jugoslawien, Ben Northrup, USA und Rıza Doğan, Türkei
- 1962, 1. Platz, WM in Toledo, GR, Fg, vor Wyrupajew und Rıza Doğan
- 1963, 2. Platz, WM in Helsingborg, GR, Fg, hinter Gennadi Sapunow, UdSSR und vor Iwan Iwanow, Bulgarien
- 1964, Gold, OS in Tokio, GR, Fg, vor Roman Rurua, UdSSR und Branislav Martinović